# Râul Bârlad
Bârlad este un râu din estul României, cel mai important afluent din partea stângă al râului Siret. Izvorăște din Podișul Central Moldovenesc și trece pe lângă orașele Negrești,Vaslui, Bârlad și Tecuci.

## Istorie
Până în secolul al XV-lea, Bârladul se vărsa direct în Dunăre. Luptele dintre Ștefan cel Mare și Radu cel Frumos au implicat la un moment dat abaterea de către Ștefan cel Mare a unui braț al Siretului, pentru a seca șanțul unei fortificații a dușmanului său.  Aceasta a dus, în timp, la deplasarea cursului Siretului spre est, în albia veche a Bârladului, care curgea paralel cu Siretul, vărsându-se separat în Dunăre. Acest fapt rezultă atât din cronica lui Miron Costin, cât și prin existența Bârlădelului, vechiul său curs părăsit. Legarea brațelor Siretului realizată de Ștefan cel Mare a fost consolidată de Gheorghe Ștefan (1653-1658), după cum rezultă dintr-un document din 1660. 

## Imagini

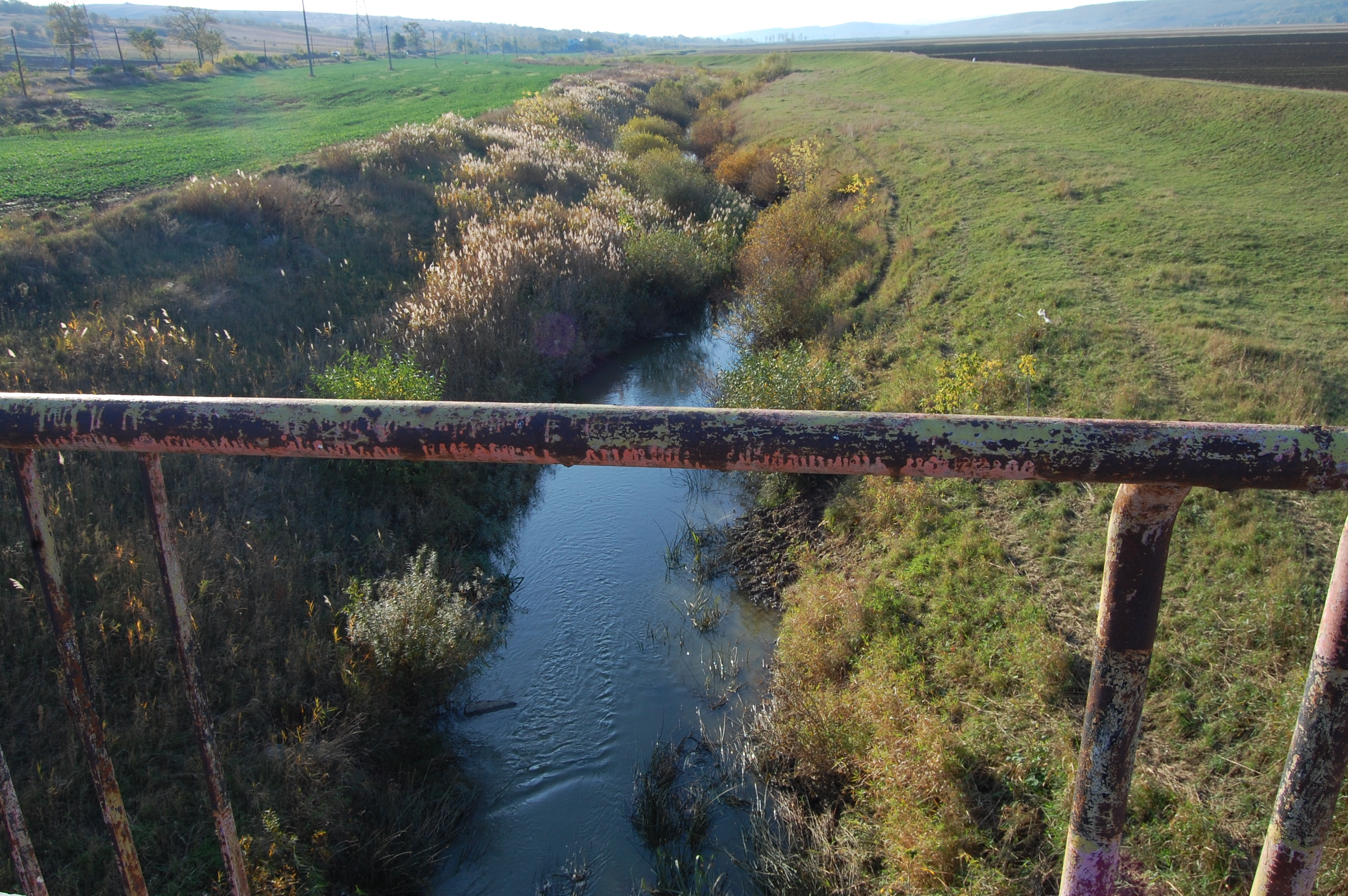
Râul Bârlad fotografiat în preajma localităţii Cănţălăreşti
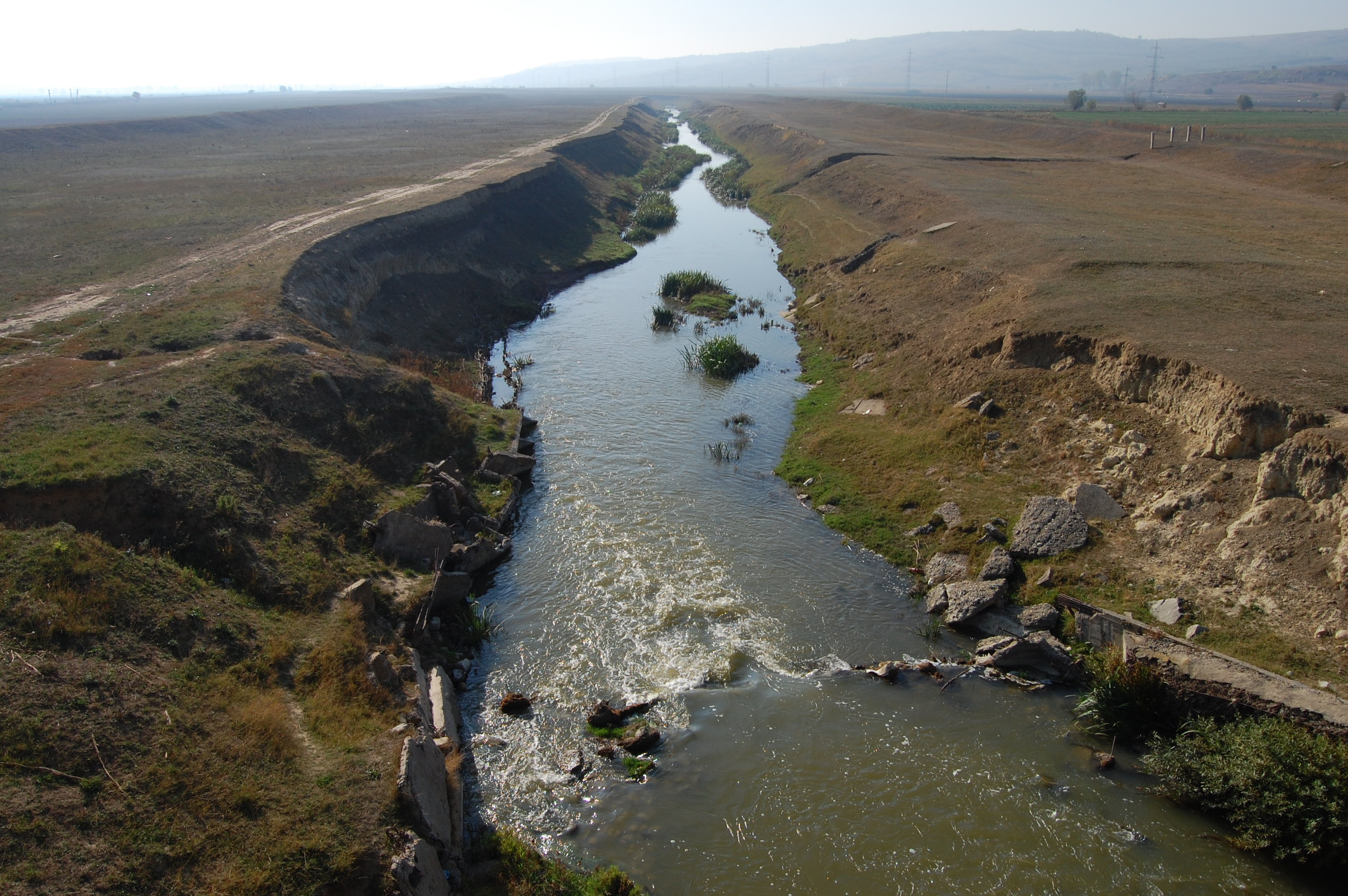
Râul Bârlad fotografiat în apropiere de Muntenii de Jos
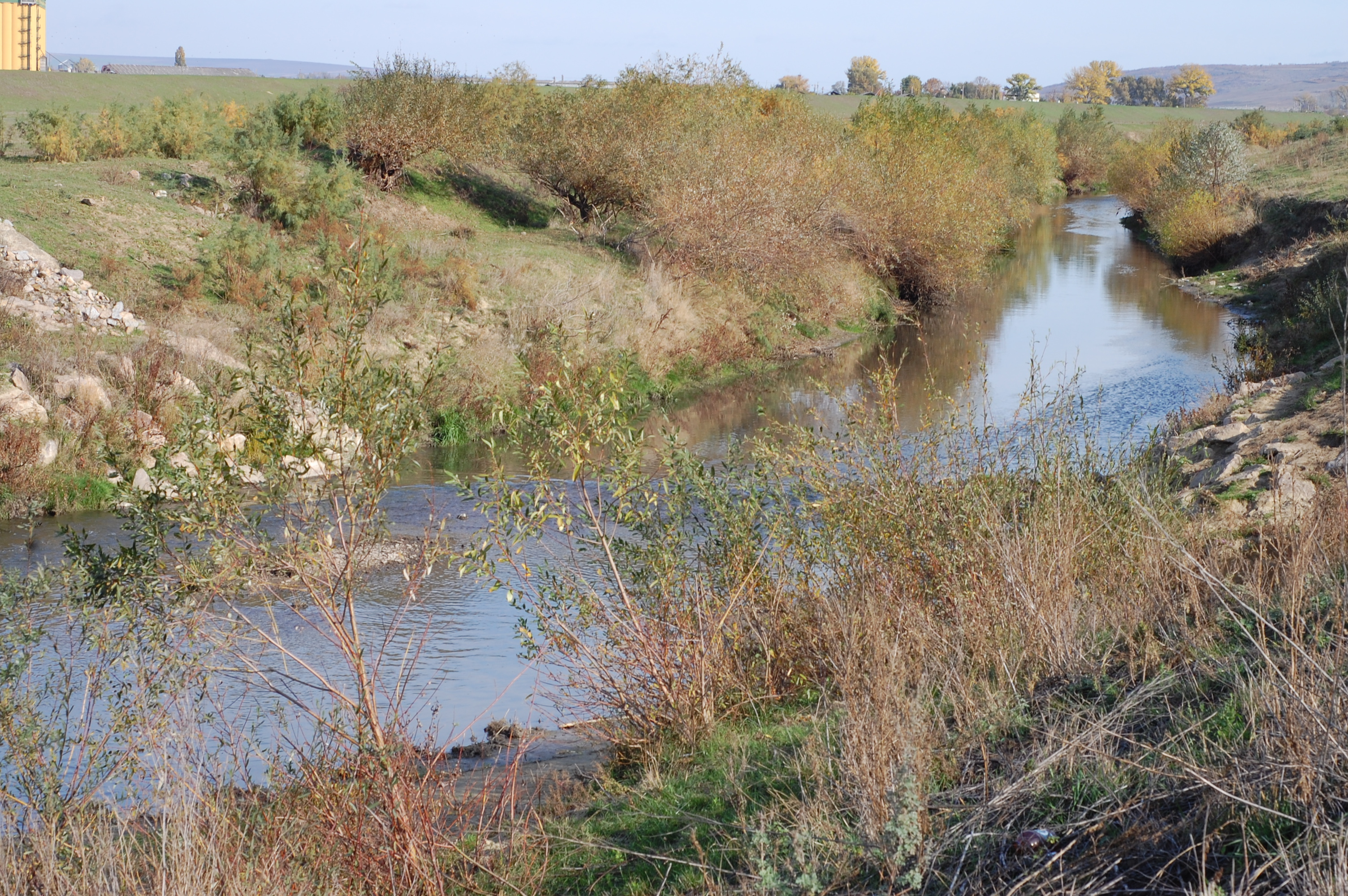
Râul Bârlad la sud-est de municipiul Bârlad
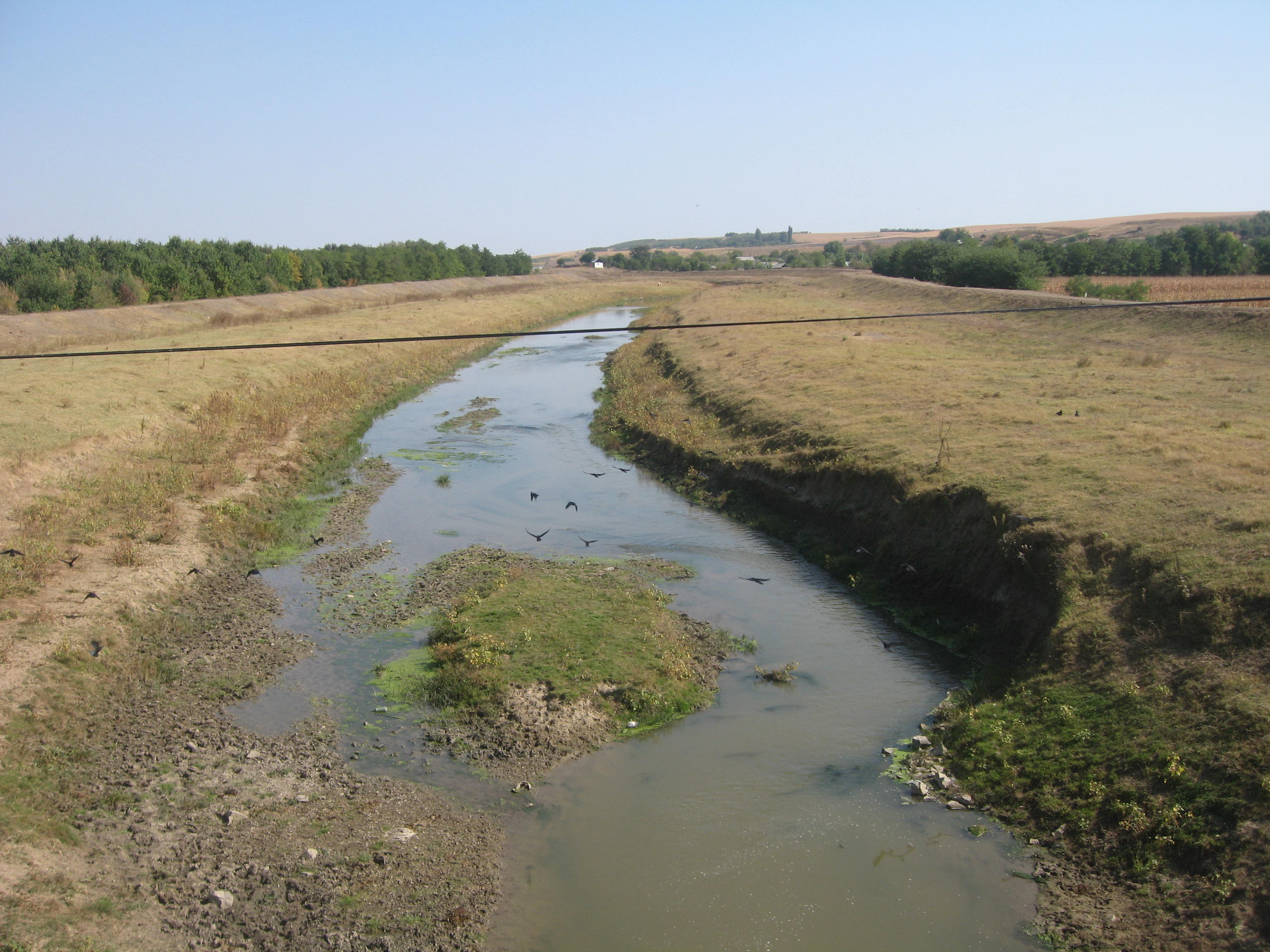
Râul Bârlad în dreptul localităţii Gefu
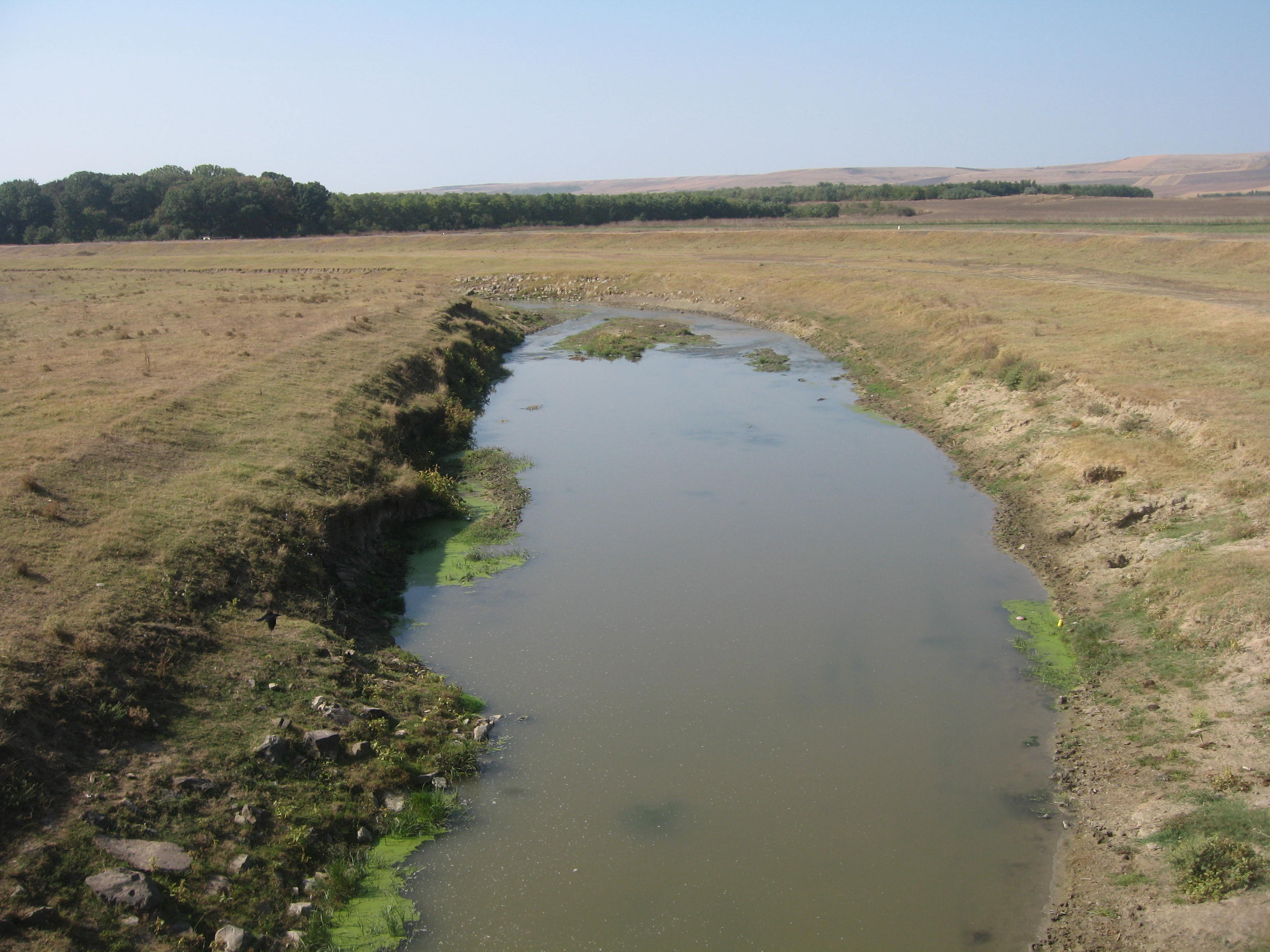
Râul Bârlad în dreptul localităţii Gefu
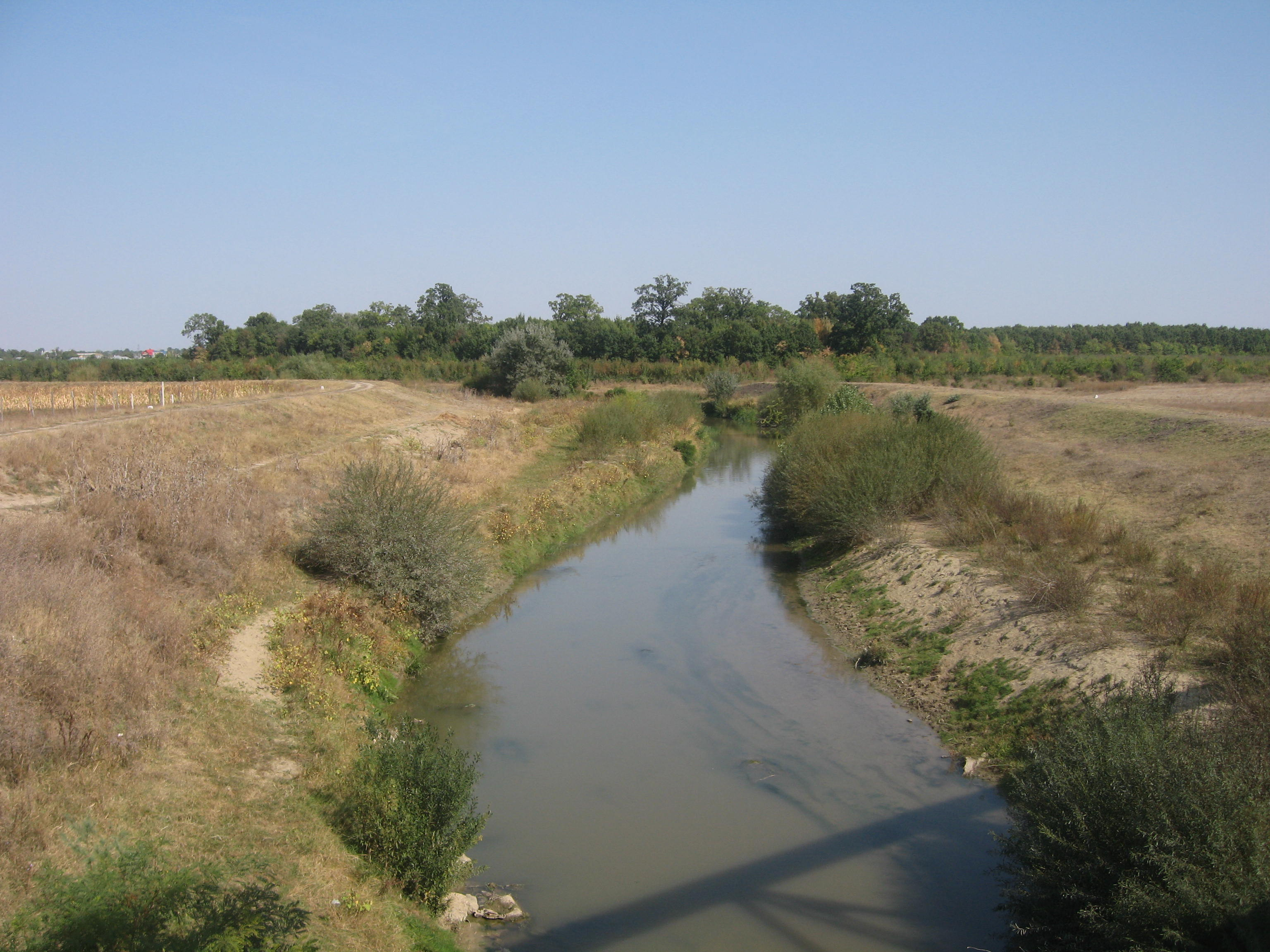
Râul Bârlad în dreptul localităţii Țigănești